# Felix Ryde
Felix Ryde, född 2 januari 1970 i Täby, är en svensk professor i astrofysik vid KTH. 

## Biografi
Ryde avlade civilingenjörsexamen 1994 vid Lunds tekniska högskola och disputerade i astrofysik år 2000 vid Stockholms universitet på en avhandling om gammastrålar, med Roland Svensson som handledare. Därefter var han postdoktor på Stanford University i ett par år, där han bland annat arbetade med Vahe Petrosian. Efter att ha fortsatt som gästforskare vid Rice University och sedan vid Penn State, innan han 2005 återvände till Stockholms universitet som docent i astronomi.
Ryde är sedan 2015 professor vid Kungliga Tekniska högskolan. Han forskar inom området högenergiastrofysik, speciellt på ursprunget till gammablixtar. Hans vetenskapliga publicering har (2021) enligt Google Scholar över 12 000 citeringar och ett h-index på 48.

### Familj
Felix Ryde är son till fysikern Hans Ryde och bror till astronomen Nils Ryde. Han är sonson till matematikern Folke Ryde.

## Utmärkelser
- 2016 - Göran Gustafssonpriset i fysik "sin forskning om gammablixtar (eng. gamma-ray bursts) som har gett nya insikter om deras ursprung och de underliggande fysikaliska processer och som ger upphov till den högenergetiska gammastrålningen."[7]